# Вільховецька волость (Канівський повіт)
Вільховецька волость — історична адміністративно-територіальна одиниця Канівського повіту Київської губернії з центром у селі Вільховець.
Станом на 1885 рік складалася з 12 поселень, 11 сільських громад. Населення — 10 523 особи (5316 чоловічої статі та 5316 — жіночої), 1193 дворових господарства.
|                     | Площа, десятин | У тому числі орної, дес. |
| ------------------- | -------------- | ------------------------ |
| Сільських громад    | 10284          | 7216                     |
| Приватної власності | 30             | 25                       |
| Казенної власності  | 5089           | 4616                     |
| Іншої власності     | 489            | 322                      |
| Загалом             | 15892          | 12179                    |

Поселення волості:
- Вільховець — колишнє власницьке село за 40 версти від повітового міста, 1657 осіб, 222 двори,  православна церква, 3 постоялих двори.
- Вахутинці — колишнє власницьке село, 398 осіб, 38 дворів, православна церква, школа.
- Владиславівка — колишнє власницьке село при річці Бутеня, 546 осіб, 58 дворів, постоялий будинок, цегельний завод.
- Гулі — колишнє власницьке село при струмкові Костюченка, 737 осіб, 82 двори.
- Карандинці — колишнє власницьке село, 548 осіб, 52 двори, постоялий будинок.
- Микитяни — колишнє власницьке село, 564 осіб, 76 дворів, постоялий будинок.
- Москаленки — колишнє власницьке село при річці Рось, 1307 осіб, 91 двір, православна церква, постоялий будинок, водяний млин.
- Семигори — колишнє власницьке село, 1133 особи, 155 дворів, православна церква, постоялий будинок, водяний млин.
- Шупики — колишнє власницьке село, 673 особи, 109 дворів, православна церква, 2 постоялих будинки.
- Янівка — колишнє власницьке село, 1439 осіб, 168 дворів, православна церква, 5 постоялих будинків.
- Яхни — колишнє власницьке село, 1015 осіб, 132 двори, православна церква, постоялий будинок.

Старшинами волості були:
- 1909—1913 роках — Микита Павлович Вдовиченко[2],[3],[4],[5];
- 1915 року — Леонтій Яценко[6].